# Julio Ferrer Alfaro
Julio Ferrer Alfaro (Quibdó, 2 de marzo de 1842-Medellín, 7 de julio de 1926) fue un político, empresario y abogado colombiano, que se desempeñó como Senador de ese país. 

## Reseña biográfica
Nació en Quibdó en 1842. Realizó sus primeros estudios en aquella población y alrededor de 1860 se mudó, junto a toda su familia, a la ciudad de Santa Fe de Antioquia. Allí comenzó a trabajar como comerciante hasta convertirse en uno de los principales empresarios de aquella población y del centro de Antioquia. Posteriormente estudió Derecho, aunque, al parecer, se trató de un proceso autodidacta.
A partir de 1864, con el regreso del Partido Conservador al poder en Antioquia, comenzó a participar en política. Sin embargo, no fue sino hasta 1888 cuando se trasladó a Medellín, con el fin de educar a sus hijos, que comenzó a ocupar cargos públicos importantes; primero, fue nombrado como Juez Superior de Antioquia y Fiscal del Circuito de Antioquia, para después ser nombrado prefecto de la Provincia del Centro, subsecretario de Hacienda de Antioquia durante el mandato del gobernador Marceliano Vélez Barreneche y Magistrado del Tribunal Superior de Antioquia. Fue elegido como diputado a la Asamblea Departamental de Antioquia en 1890, 1893 y 1897; Miembro de la Cámara de Representantes de Colombia por Antioquia en 1902 y 1904 y Senador de la República en 1910, 1914 y 1918. En el Congreso Nacional destacó por su oratoria. Así mismo, ejerció como alcalde de Medellín entre 1912 y 1914.
Falleció en Medellín en julio de 1926, a la edad de 84 años. Fue profesor de la Universidad de Antioquia.

### Familia
Su padre fue Vicente Ferrer Scarpetta, hijo del militar español Carlos Ferrer Xiques, quien fue fusilado durante la Guerra de Independencia de Colombia por orden del general José María Córdova, y de Virginia Alfaro Montalvo. Era primo del poeta Jorge Isaacs Ferrer, cuya madre era hermana de su padre Vicente.
Fue tío del gobernador de Antioquia Dionisio Arango Ferrer, quien era hijo de su hermana, Mercedes Ferrer Alfaro, y del político Dionisio Arango Mejía, quien llegó a ser Ministro de Gobierno de Colombia. Arango Ferrer fue el bisabuelo del Ministro de Cultura Juan Luis Mejía Arango. Otro hermano de Ferrer Alfaro fue el también gobernador Rubén Ferrer Alfaro.
Su esposa fue Bárbara Campillo Zapata (Santa Fe de Antioquia, 4 de diciembre de 1844-Medellín, 22 de septiembre de 1921), hija del empresario Francisco Campillo Huertas y de Nicolasa Zapata Robledo. De esta unión nacieron dieciséis hijos, de los cuales solo diez sobrevivieron a la infancia.